# Cây bụi
Cây bụi hay cây bụi thấp hay bụi cây là các loài cây được phân biệt bằng một thân cây có rất nhiều nhánh và chiều cao ngắn hơn các loài cây thông thường, thường là dưới 5–6 m (15–20 ft) những không quá ngắn so với các loài cây thân thảo hay các loài cỏ. Một số lượng lớn các loài cây trồng có thể là cây bụi hoặc cây, tùy thuộc vào điều kiện phát triển. Diện tích cây bụi trồng ở công viên hoặc khu vườn được biết đến như một khóm cây hay một hàng cây. Khi cắt bớt những lá cây hay tĩa cây đối với những bụi cây có tán lá dày đặc thì những nhánh nhỏ và lá phát triển gần như nhau. Cây bụi thường cho sản phẩm là các loại quả mọng.

## Danh sách

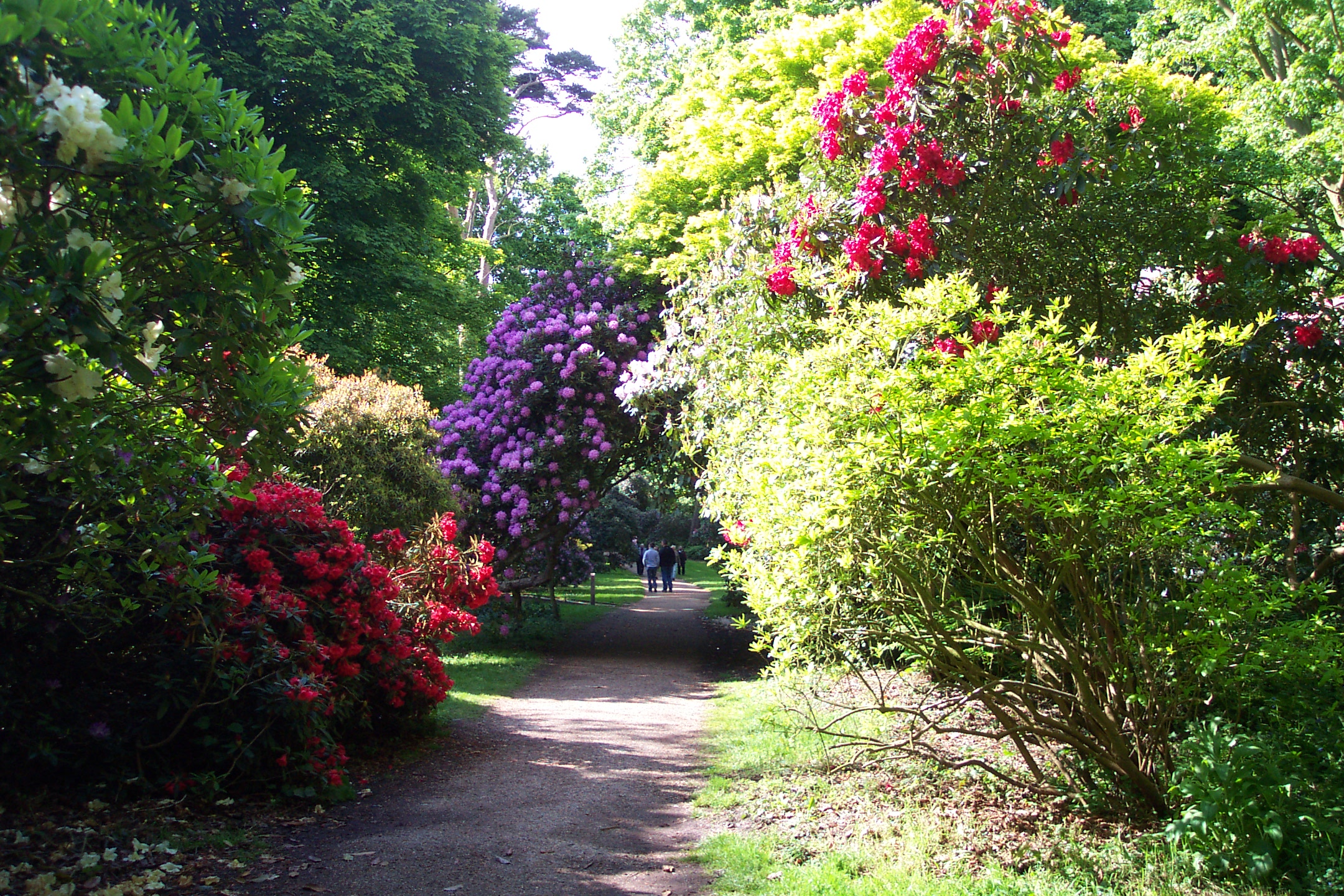
Hoa Đỗ quyên

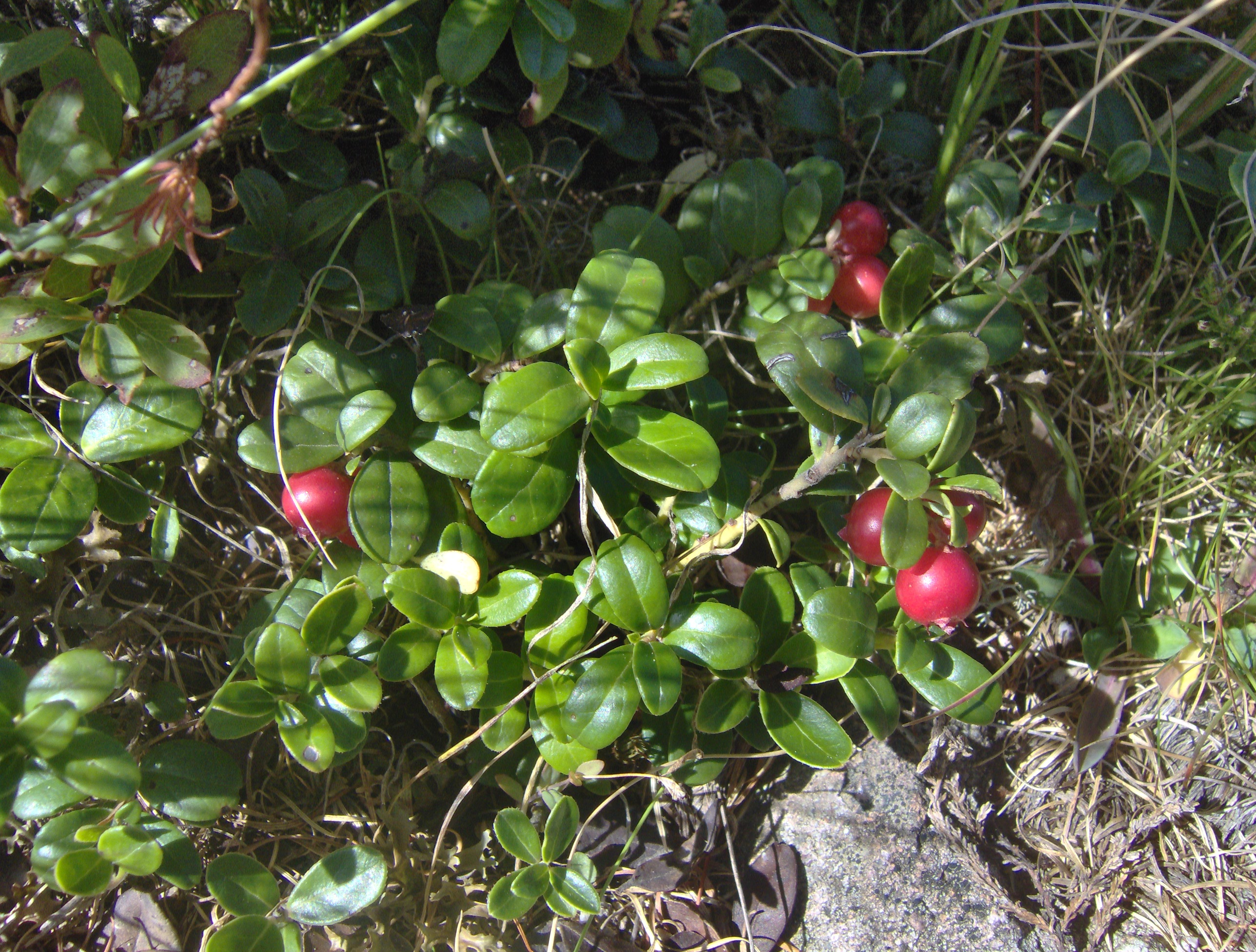
Cây bụi Vaccinium vitis-idaea cho quả mọng

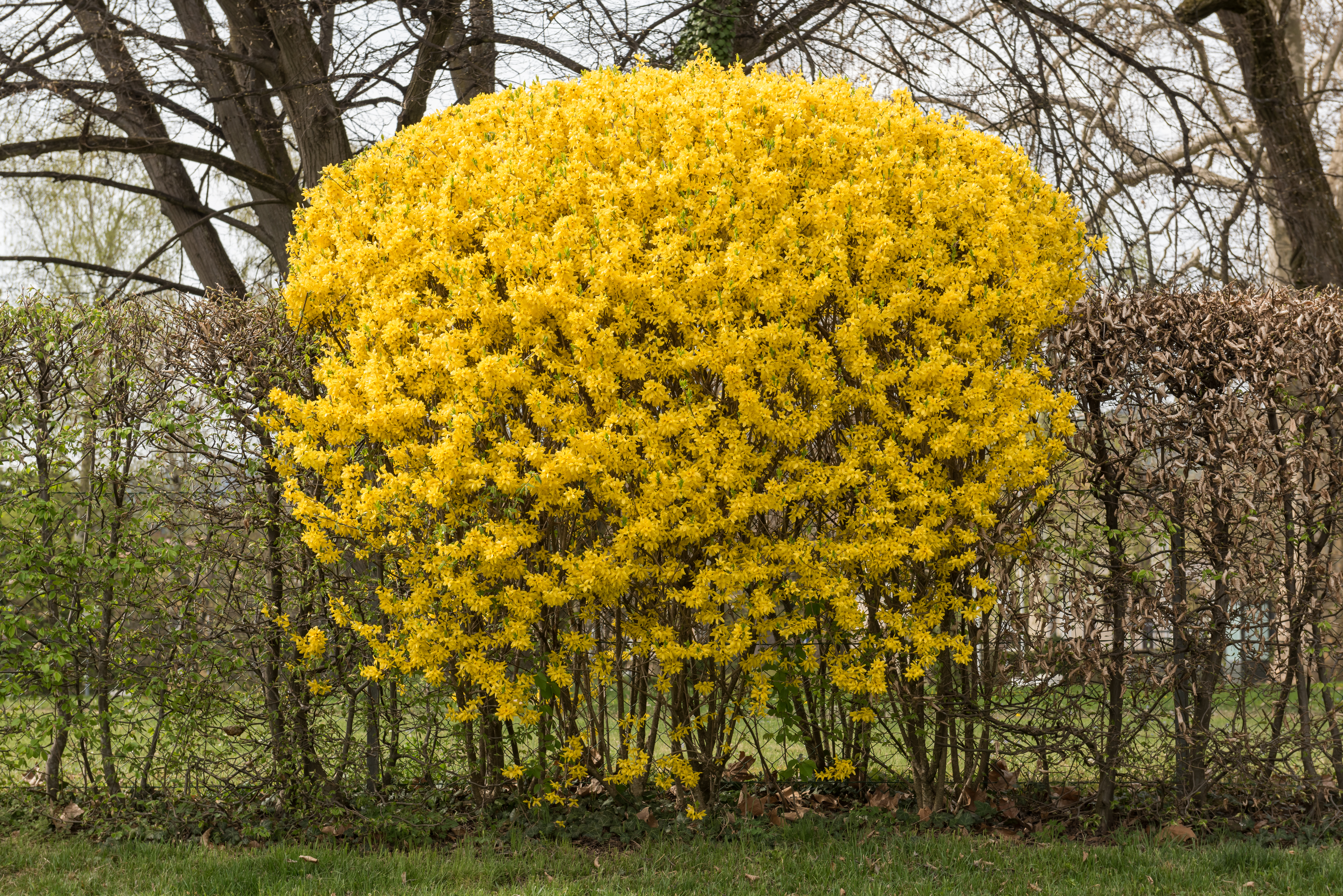
Forsythia

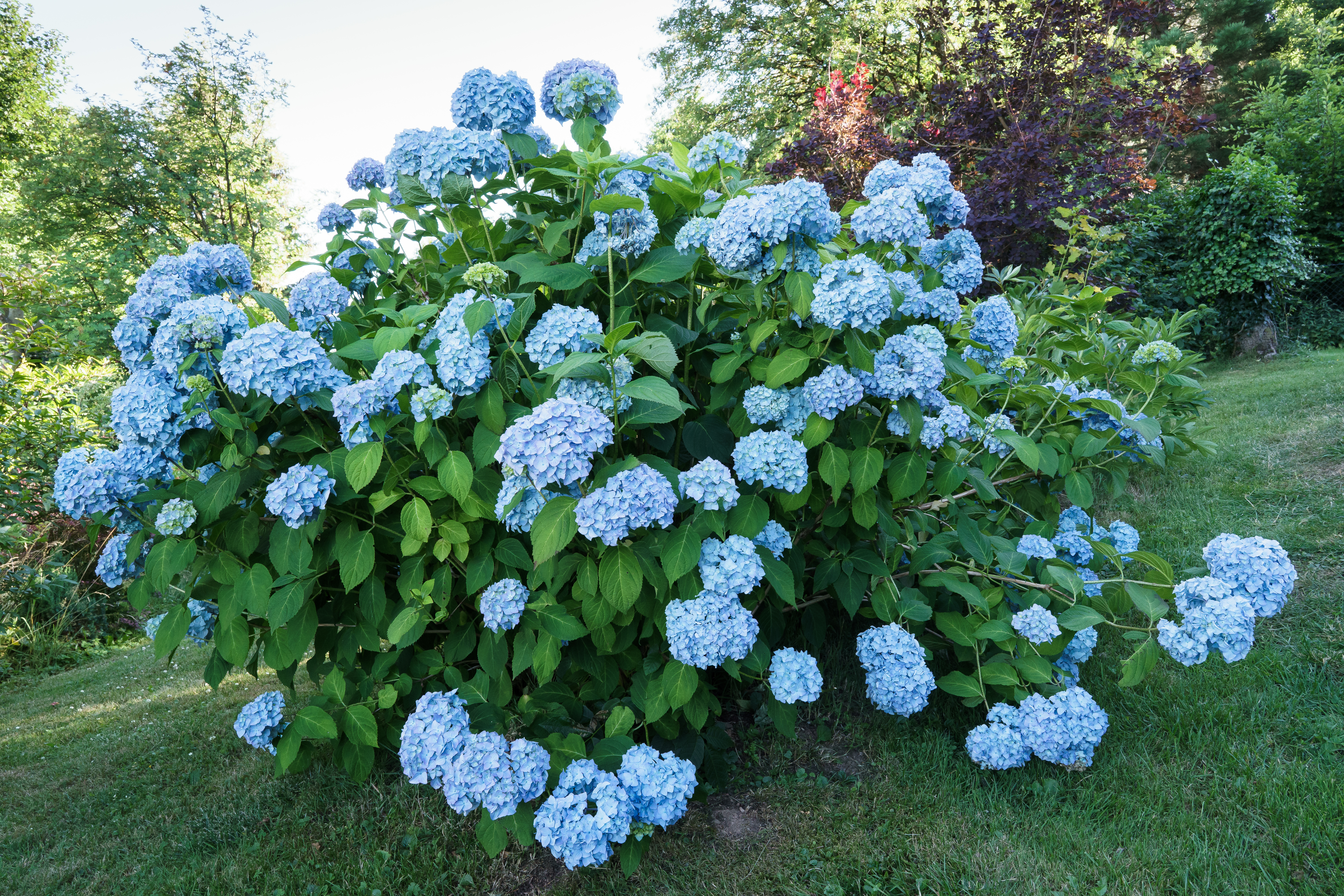
Tú cầu lá to

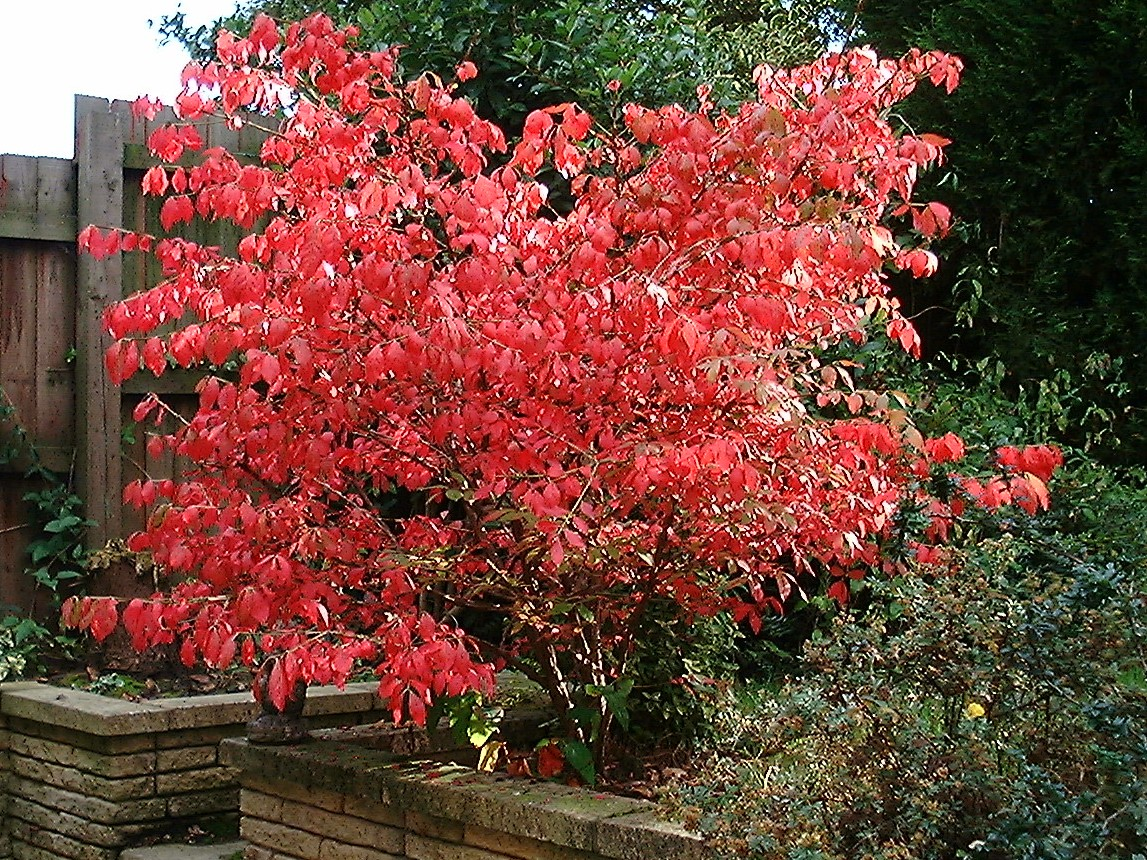
Cây bụi phát sáng loại cây có độc

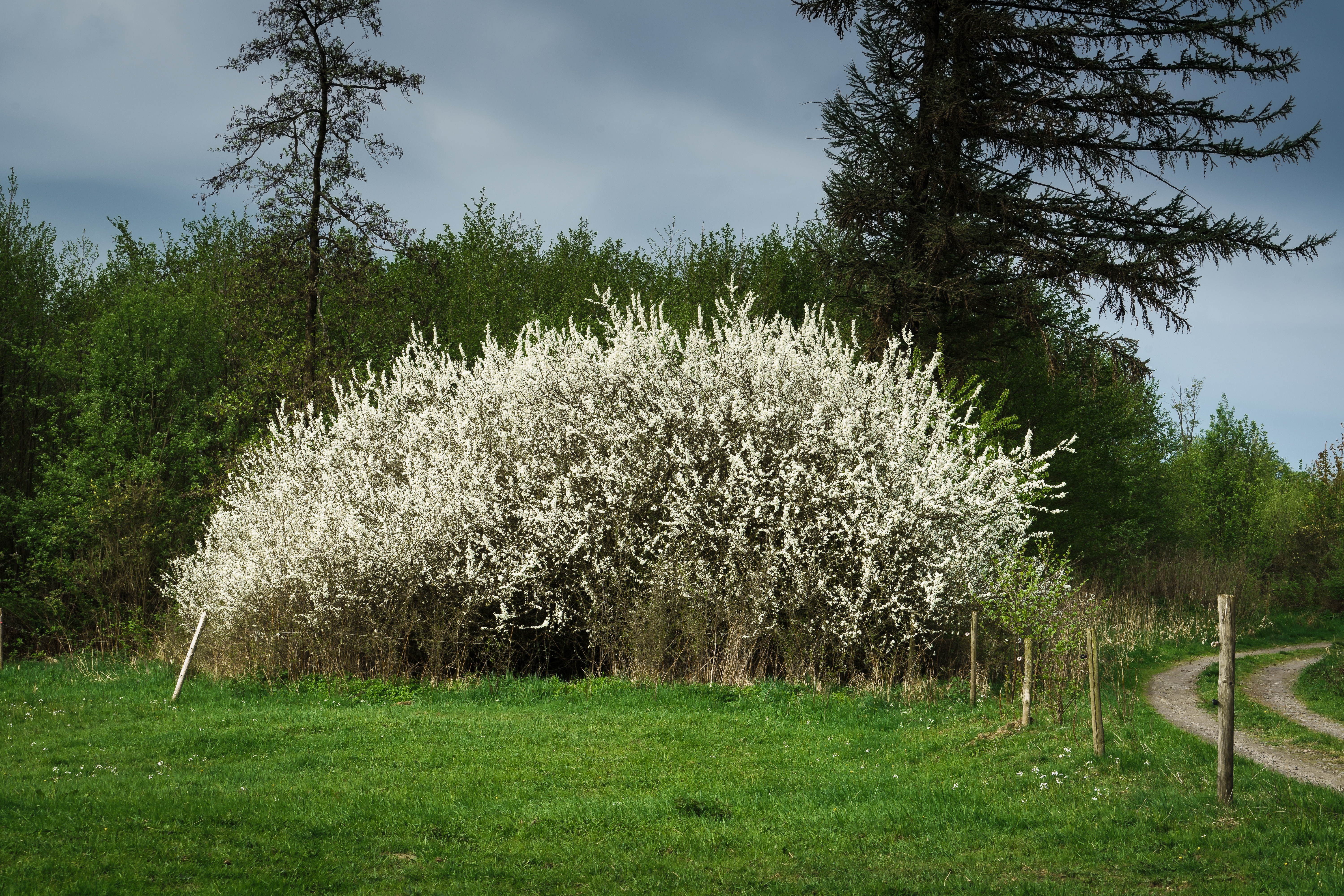
Mận gai nở hoa

Dưới đây là danh sách một số loài cây bụi (theo tên danh pháp hai phần)
| A - Abelia - Actinidia - Aloe - Aralia - Arctostaphylos - Aronia - Artemisia - Aucuba B - Berberis - Bougainvillea - Brugmansia - Buddleja - Buxus C - Calia - Callicarpa - Callistemon - Calluna - Calycanthus - Camellia - Caragana - Carpenteria - Caryopteris - Cassiope - Ceanothus - Celastrus - Ceratostigma - Cercocarpus - Chaenomeles - Chamaebatiaria - Chamaedaphne - Chimonanthus - Chionanthus - Choisya - Clerodendrum - Clethra - Clianthus - Colletia - Colutea - Comptonia - Cornus - Corylopsis - Cotinus - Cotoneaster - Cowania - Crataegus - Crinodendron - Cytisus D - Daboecia - Danae - Daphne - Decaisnea - Dasiphora - Dendromecon - Desfontainea - Deutzia - Diervilla - Dipelta - Dirca - Dracaena - Drimys - Dryas E - Edgeworthia - Elaeagnus - Embothrium - Empetrum - Enkianthus - Ephedra - Epigaea - Erica - Eriobotrya - Escallonia - Eucryphia - Euonymus - Exochorda | F - Fabiana - Fallugia - Fatsia - Forsythia - Fothergilla - Franklinia - Fremontodendron - Fuchsia G - Garrya - Gaultheria - Gaylussacia - Genista - Gordonia - Grevillea - Griselinia H - Hakea - Halesia - Halimium - Hamamelis - Hebe - Hedera - Helianthemum - Hibiscus - Hippophae - Hoheria - Holodiscus - Hudsonia - Hydrangea - Hypericum - Hyssopus - Haithisus I - Ilex - Illicium - Indigofera - Itea J - Jamesia - Jasminum - Juniperus K - Kalmia - Kerria - Kolkwitzia L - Lagerstroemia - Lapageria - Lantana - Lavandula - Lavatera - Ledum - Leitneria - Lespedeza - Leptospermum - Leucothoe - Leycesteria - Ligustrum - Lindera - Linnaea - Lonicera - Lupinus - Lycium M - Magnolia - Mahonia - Malpighia - Menispermum - Menziesia - Mespilus - Microcachrys - Myrica - Myricaria - Myrtus N - Neillia - Nerium O - Olearia - Osmanthus | P - Pachysendra - Paeonia - Perovskia - Philadelphus - Phlomis - Photinia - Physocarpus - Pieris - Pistacia - Pittosporum - Plumbago - Polygala - Prunus - Purshia - Pyracantha Q - Quassia - Quercus - Quillaja - Quintinia R - Rhamnus - Rhododendron - Rhus - Ribes - Romneya - Rosa - Rosmarinus - Rubus - Ruta S - Sabia - Salix - Salvia - Sambucus - Santolina - Sapindus - Senecio - Jojoba - Skimmia - Smilax - Sophora - Sorbaria - Spartium - Spiraea - Staphylea - Stephanandra - Styrax - Symphoricarpos - Syringa T - Tamarix - Taxus - Telopea - Thuja - Thymelaea - Thyme - Trochodendron * U - Ulex - Ulmus pumila celer - Ungnadia V - Vaccinium - Verbena - Viburnum - Vinca - Viscum W - Weigela X - Xanthoceras - Xanthorhiza - Xylosma Y - Yucca Z - Zanthoxylum - Zauschneria - Zenobia - Ziziphus |